# Cruz Ibero Iriarte
Cruz María Ibero Iriarte (geboren in Burlada) ist ein ehemaliger spanischer Handballtrainer.
Ibero trainierte Anfang der 1980er Jahre das Team von Helvetia Anaitasuna sowie, bis 1995, zwei Jahre lang die spanische Männer-Handballnationalmannschaft. Er übernahm das Traineramt 1993 von Valero Rivera und war erstmals am 18. Juni 1993 verantwortlicher Trainer des Teams in einem Länderspiel gegen die zyprische Auswahl im Rahmen der Qualifikation zur Europameisterschaft 1994, das Spanien in Castellón de la Plana mit 39:6 gewann. Er war Spaniens Trainer bei der Europameisterschaft 1994 in Portugal (5. Platz), den Goodwill Games 1994 in Sankt Petersburg (3. Platz) und der Weltmeisterschaft 1995 in Island (11. Platz). Seine Nachfolge trat Juan de Dios Román an.
Ende der 1990er Jahre zog Ibero sich vom Handball zurück. Im Jahr 2020 lebte er in Frankreich.